# Seznam ekvadorskih pisateljev
Seznam ekvadorskih pisateljev.

## A
- Jorge Carrera Andrade

## B
- Aminta Buenaño

## C
- Jorge Luis Cáceres
- Benjamin Carrión
- Gonzalo Endara Crow

## E
- Jenny Estrada

## F
- Vicente Cabrera Funes

## G
- Gabriel Cevallos García
- Euler Granda

## H
- Juan Andrade Heymann

## I
- Jorge Icaza

## L
- Rita Lecumberri

## M
- Edmundo Ribadeneira Meneses
- Juan Montalvo
- Manuel Belisario Moreno

## T
- Remigio Crespo Toral

## V
- Pedro Jorge Vera